# Портнягино
Портнягино е голямо сладководно езеро в Азиатската част на Русия, разположено в източната част на Таймирски Долгано-Ненецки район на Красноярски край.
С площ от 360 km2 езерото е 6-о по големина в Красноярски край и 32-рото също по площ в Русия.
Езерото Портнягино е разположено в югоизточната част на полуостров Таймир, на територията на Таймирския (Долгано-Ненецки) автономен окръг на Красноярски край, на 62 m н.в., на 80 km югоизточно от голямото езеро Таймир. То има форма на неправилна, сплесната в северозападната си част елипса, разтегната от северозапад на югоизток. Бреговата му линия е слабо разчленена с дължина 83 km, с един по-голям залив Гусиха в западната му част. Той е отделен от основната част на езерото с дълга и тясна коса. В близост до югозападния му бряг има един остров. По бреговете му е развита тундрова растителност, състояща се от лишеи и дребни храсти. Езерото се намира в района на вечно замръзналата почва и преобладават криогенните форми на релефа.
Площта на езерото Портнягино е 360 km2 (по други източници 376 km2)с дължина от северозапад на югоизток 26 km и ширина 20 km.
Водосборният му басейн е 1460 km2. Основен приток е река Биска, вливаща се в югоизточния му ъгъл, о от крайния му западен ъгъл изтича река Гусиха, ляв приток на река Голяма Балахня, вливаща се в Хатангския залив на море Лаптеви.
Подхранването на езерото е снежно-дъждовно. Пролетното покачване на нивото на езерото започва в края на заледяването (месец юни), а максималните стойности са през юли. Ледената покривка се образува през месец септември и се задържа до месец юли. При хладни години се размразява частично.
Богато е на риба, а по бреговете му през краткото лято гнездят прелетни и водоплаващи птици. По бреговете и във водосборния му басейн няма населени места.

## Топографски карти
- Лист от карта S-48-XVII,XVIII оз. Портнягино. Мащаб: 1 : 200 000. Указать дату выпуска/состояния местности.